# Sydneys Fredspris
Sydneys Fredspris uddeles af Sydney Peace Foundation, en non-profit organisation, der er forbundet med University of Sydney. Sydneys fredsprisen er den eneste internationale fredspris der bliver uddelt i Australien. Første gang prisen blev uddelt var i 1998 til professor Muhammad Yunus grundlægger af Grameen Bank, i 2011 blev prisen givet til Wikileaks grundlægger Julian Assange.